# Siparigüey-teri
Siparigüey-teri est une localité de la paroisse civile de Mavaca dans la municipalité d'Alto Orinoco dans l'État d'Amazonas au Venezuela sur l'une des rives d'un petit affluent du río Jenita.